# Звезда родилась (фильм, 1976)
«Звезда родилась» (англ. A Star Is Born) — американский драматический музыкальный рок-фильм 1976 года, рассказывающий историю любви начинающей певицы и стареющего певца, чья карьера подходит к закату. Режиссёром выступил Фрэнк Пирсон.
Картина является ремейком одноимённого фильма 1937 года с Дженет Гейнор и Фредриком Марчем в главных ролях, которая также была адаптирована, как мюзикл 1954 года,  с Джуди Гарлэнд и Джеймсом Мэйсоном в главных ролях. 
История была снова адаптирована в 2018 году с участием Леди Гаги и Брэдли Купера.
Фильм собрал 80 миллионов долларов в кассе США, что делает его третьей по величине кассовой картиной 1976 года.

## Сюжет
Стареющий рок-музыкант Джон Норманн Ховард как-то раз заглядывает в небольшой музыкальный клуб, где поёт Эстер Хофман. Джон пережил всё в своей долгой жизни в музыке и давно стал циником, но талант молодой певицы трогает его до глубины души. Он устраивает прослушивание и даёт певице возможность заключить контракт со студией звукозаписи. Между Джоном и Эстер начинается роман и они становятся мужем и женой. Джон злоупотребляет наркотиками и выпивкой и его карьера катится под откос. Между тем, для Эстер знакомство с экс-звездой становится началом большого успеха и признания.

## Актёрский состав
- Барбра Стрейзанд — Эстер Хоффман
- Крис Кристофферсон — Джон Норман Ховард
- Гэри Бьюзи — Бобби Ритчи
- Оливер Кларк — Гарри Дэнциджер
- Пол Мазурски — Брайан
- Джоан Линвилл — Фредди Ловенштейн
- Филдс Венетта — Первый (Ореос)
- Клайд Кинг — Второй (Ореос)
- Салли Киркленд — фотограф
- Марта Хефлин — Квентин
- Рита Кулидж — камео
- Тони Орландо — камео
- Дядя Руди — Мо
- Сьюзан Ричардсон — поклонница
- Роберт Энглунд — Марти
- Мейди Норманн — мировой судья
- Мартин Эрлихман — менеджер

## Производство
Более ранние фильмы изображали закулисный мир кинопроизводства Голливуда. Однако эта версия адаптировала историю к музыкальному бизнесу. Например, в фильмах 1937 и 1954 годов каждый изображал главную героиню женского пола, получившую премию Оскар, в то время как в версиях 1976 и 2018 годов героиня получала премию Грэмми.
Среди актеров, рассматриваемых на главную мужскую роль, были Нил Даймонд, но ему пришлось отказаться из-за большого количества концерта, и Марлон Брандо. 
Стоимость производства фильма оценивается в 6 миллионов долларов. Альбом с саундтреком к картине также имел международный успех, распродав почти 15 миллионов копий по всему миру. В нем была баллада «Evergreen (тема любви от A Star Is Born)», которая стала одним из главных хитов в карьере Стрейзанд, проведя три недели на первом месте чартов Соединенных Штатов и достигнув третьего места в Соединенном Королевстве.
Съёмки проходили в Аризоне, в центре города Тусон, Сонойте и Темпе.
Костюм персонажа Стрейзанд был собран из собственного гардероба актрисы.

## Критика
На сайте  Rotten Tomatoes фильм имеет рейтинг 35%, на основании 34 рецензий критиков, со средней оценкой 5,1 из 10.
На сайте Metacritic картина набрала 58 баллов из 100, что основано на 8 отзывах, указывая на "смешанные или средние отзывы".
Роджер Эберт дал фильму две с половиной звезды из четырех, написав в своем обзоре: «Во-первых, нельзя отрицать огромный талант Барбры Стрейзанд. В конце фильма камера остается на ней для одной непрерывной сцены из семи или восьми минут, в которой она поет от всего сердца, и мы признаем, что она одна из величайших звезд кино, одно из стихийных присутствий ... Я думал, что мисс Стрейзанд, что-то отвлекает от этой роли, и все же я простил ей всё, когда она пела».
Джин Сискел также подарил фильму две с половиной звезды, назвав его «неуклюжей любовной историей, сделанной вкусной, благодаря великолепному пению Стрейзанд».

## Награды и номинации
Оскар 1977:
- награда «Лучшая песня» — Evergreen (Love Theme from A Star Is Born) — музыка: Барбра Стрейзанд, слова: Пол Уильямс
- номинация «Лучшая операторская работа» — Роберт Сартис
- номинация «Лучшая музыка» (адаптация партитуры) — Роджер Келлуэй
- номинация «Лучший звук» — Роберт Кнадсон, Дэн Уэллин, Роберт Гласс и Том Овертон

Золотой глобус 1977:
- «Лучший фильм (комедия/мюзикл)»
- «Лучшая актриса (комедия/мюзикл)» (Стрейзанд)
- «Лучший актёр (комедия/мюзикл)» (Крис Кристофферсон)
- «Лучшая музыка» (Пол Уилльямс и Кенни Ашер)
- «Лучшая песня» («Evergreen»)

BAFTA 1978:
- номинации на премию Энтони Асквита за лучший саундтрек